# ساموئل جی. آر. مک‌میلان
ساموئل جی.آر. مک‌میلان (به انگلیسی: Samuel James Renwick McMillan) سناتور سابق عضو حزب جمهوری‌خواه ایالات متحده آمریکا بود. وی در سال ۱۸۷۵ تا ۱۸۸۷ میلادی سناتور ایالت مینه‌سوتا در سنای ایالات متحده آمریکا بود.